# الانتخابات البرلمانية المصرية 1957
أجريت الانتخابات البرلمانية في مصر في 3 يوليو 1957، وكان من المقرر أصلًا أن تتم في نوفمبر 1956، ولكن تم تأجيلها بسبب أزمة السويس. لقد كانت الأولى منذ ثورة 1952، التي شهدت الإطاحة بالملك فاروق الأول، والموافقة على دستور جديد في استفتاء تم في يونيو 1956، وقد أجريت الانتخابات على أساس غير حزبي، مع رفض ما يقرب من 50% من المرشحين من قبل مسؤولي الجيش لكونهم «غير مرغوب فيهم» أو «لا يستحقون». كانت أيضًا أول انتخابات في مصر تتمتع فيها المرأة بحق التصويت أو الترشح للانتخابات. شاركت ست نساء فقط في الانتخابات من بين أكثر من 2000 مرشح، ومعارضة 70% من الرجال المصريين وجودهن في البرلمان، تم انتخاب راوية عطية وأمينة شكري، لتصبحان أول امرأتان في برلمان من العالم العربي.
بعد انتخابها، عُقدت الجمعية الوطنية المؤلفة من 350 عضوًا في 22 يوليو. ومع ذلك، كانت تتمتع بسلطة قليلة، حيث تجاهل الرئيس جمال عبد الناصر أصواتها ضد سياسة الحكومة. تم حل الجمعية في 10 فبراير 1958 بعد اندماج مصر وسوريا في الجمهورية العربية المتحدة، وإنشاء جمعية وطنية مشتركة تضم 400 عضو من مصر و200 من سوريا.